# Saint-Valery-sur-Somme
Saint-Valery-sur-Somme é uma comuna francesa na região administrativa de Altos da França, no departamento de Somme. Estende-se por uma área de 10,5 km². Em 2010 a comuna tinha 2 532 habitantes (densidade: 241,1 hab./km²).